# C. W. A. Veditz
C. W. A. Veditz (* 18. November 1872 in Philadelphia; † 1926 ebenda) war ein amerikanischer Historiker, Wirtschaftswissenschaftler und Soziologe. Von ihm ging 1905 die Initiative zur Gründung der American Sociological Association (ASA) aus.
Veditz studierte ab 1889 Wirtschaftswissenschaften an der University of Pennsylvania, wo er 1893 den akademischen Grad eines 
„Bachelor of Philosophy“ (Ph.B.) erwarb. Einen Teil seines Studiums hatte er an deutschen Universitäten (Berlin, Leipzig und Halle) absolviert und setzte das nach dem Examen fort. Dabei konzentrierte er sich auf Ökonomie und Soziologie. Im März 1895 wurde er in Deutschland promoviert. Darauf folgten Studien in Frankreich und Italien. Nach seiner Rückkehr in die USA wurde er 1901 Professor für Geschichte und Ökonomie am Bates College, später Professor für Wirtschaftswissenschaften an der George Washington University.
Im Sommer 1905 schrieb er an mehrere Dutzend Wissenschaftler und fragte, ob Bedarf oder der Wunsch bestehe, eine Organisation von Soziologen zu gründen. Ermuntert durch den positiven Rücklauf lud Velitz (gemeinsam mit anderen) für den Dezember des Jahres zu einer Gründungsversammlung während der Jahrestreffen der American Economic Association und der American Political Science Association ein. Am 28. Dezember 1905 wurde die ASA dann an der Johns Hopkins University in Baltimore gegründet. Veditz übernahm im Gründungsvorstand die Funktionen des Sekretärs und Schatzmeisters.